# Burning Rain
Burning Rain est un groupe américain de hard rock, originaire de Los Angeles formé par le guitariste Doug Aldrich (ex-Dio, entre autres) et le chanteur Keith St. John en 1998.

## Membres
- Doug Aldrich - Guitare
- Keith St. John - Chants
- Ian Mayo - Basse

## Discographie
- 1999 - Burning Rain
- 2000 - Pleasure to Burn
- 2013 - Epic Obsession